# Bert Hellinger
Bert Hellinger (ur. 16 grudnia 1925 w Leimen, zm. 19 września 2019) – niemiecki terapeuta, twórca metody ustawień rodzinnych, błędnie przypisywanej szkole systemowej w psychoterapii.

## Życiorys
Hellinger spędził 25 lat w zakonie, w tym 16 lat na misji u Zulusów. Studiował filozofię, teologię i pedagogikę, jednakże nie ukończył żadnej uczelni, tym samym nie jest prawdą powszechnie podawana informacja o zdobyciu przez niego wszechstronnego wykształcenia psychologicznego.

## Metoda ustawień rodzinnych
Rozwinął metodę porządkowania splątanych i zerwanych więzów rodzinnych – ustawienia rodzinne. Według Hellingera i jego teorii „wiedzącego pola”, obcy człowiek postawiony symbolicznie na miejscu kogoś z rodziny pacjenta ma takie same odczucia jak osoba, którą reprezentuje, chociaż prawie nic o niej nie wie. Metoda ta przyniosła mu relatywnie dużą popularność, szczególnie wśród ludzi poszukujących alternatywnych metod leczenia i pracy z problemami psychicznymi i emocjonalnymi.

## Twórczość
Był autorem ponad 40 książek przetłumaczonych na kilkadziesiąt języków oraz licznych dokumentacji wideo. Chętnie przyjeżdżał do Polski, gdzie prowadził wykłady, szkolenia i warsztaty.

## Kontrowersje
Niemieckie towarzystwo psychologiczne odżegnuje się od metod i praktyk stosowanych przez Hellingera i jego szkołę, przestrzegając jednocześnie przed możliwymi, groźnymi następstwami stosowanych metod psychomanipulacyjnych.

## Lista książek wydanych po polsku
- Praca nad rodziną : metoda Berta Hellingera ISBN 83-89120-05-4, 2002
- Listy terapeutyczne : znaleźć to, co działa ISBN 83-89763-12-5, 2004
- Dlaczego właśnie ja? : brzemię losu w chorobie nowotworowej : warsztat dla chorych, ich bliskich i terapeutów ISBN 83-918041-2-7, 2004
- Daj mi rząd dusz : religia, psychoterapia, duszpasterstwo ISBN 83-89375-72-9, 2006
- O życiu : sentencje, powiastki, słowa mocy i medytacje ISBN 83-60207-51-8, 2006
- Porządki miłości czyli Być sobą i żyć swoim życiem ISBN 83-60207-44-5, 2006
- Sumienie miał czyste... : wykłady i opowieści ISBN 978-83-60207-98-7, 2006
- Rzeczy sedno : 66 terapii krótkoterminowych ISBN 83-7489-049-5, 2007
- Porządki pomagania, czyli Jak, kiedy i komu skutecznie pomagać ISBN 978-83-7554-073-4, 2008
- Odchodzimy spełnieni : o miłości i śmierci ISBN 978-83-7554-089-5, 2009
- Wielki konflikt : od uwikłań rodzinnych do nierozwiązanych konfliktów między narodami ISBN 978-83-7554-190-8, 2010
- Miłość ducha czym jest i jak osiąga spełnienie ISBN 978-83-7554-233-2, 2010
- Miłość zaklęta w chorobie ISBN 978-83-63148-01-0, 2012 wyd. Pocieszka
- Bóg w kościołach ISBN 978-83-62842-15-5, 2014, wyd. Virgo
- Nowe rozważania 1. Wiedzieć skąd ISBN 978-83-65400-03-1, 2016, wyd. Virgo
- Podwójne spełnienie. sukces w  życiu i w zawodzie ISBN 978-83-918041-7-9

## Wpływ
Terapia ustawień Hellingera odgrywa ważną rolę w książce Zygmunta Miłoszewskiego „Uwikłanie”.